# Marquesat de Sant Mori
El marquesat de Sant Mori és un títol nobiliari creat per la reina regent Maria Cristina d'Àustria el 3 de juliol de 1893 a favor de Maria Mercè de Sentmenat i de Patiño i dels seus descendents sobre la baronia de Sant Mori. A la seva mort el 1935, passà als seus descendents, els Moxó (o Moixó).
Armes: quarterat, 1r d'or, dues bandes de gules; 2n d'or, un món d'atzur centrat i travessat de gules; 3r d'atzur, tres ocells (moixons) d'argent, ben ordenats; 4t d'or, un bust de perfil de sable.
La residència principal del llinatge fou el Palau Moxó, del segle xviii, a la plaça de Sant Just de Barcelona. El castell-palau de Sant Mori, dels segles xv-xvi, fou reconstruït el 1920 per Francesc de Moxó, fill de la primera marquesa, i per la seva esposa, Francesca Güell, i emprat com a residència d'estiu.

## Marquesos de Sant Mori
|                                      | Titular                                    | Període                              |
| Creació per Maria Cristina d'Àustria | Creació per Maria Cristina d'Àustria       | Creació per Maria Cristina d'Àustria |
| ------------------------------------ | ------------------------------------------ | ------------------------------------ |
| I                                    | Maria Mercè de Sentmenat i de Patiño       | 1893-1935                            |
| II                                   | Antoni de Moxó i Güell                     | 1935-1977                            |
| III                                  | Francesc d'Assís de Moxó i Alonso-Martínez | 1977-2016                            |

## Història dels Marquesos de Sant Mori
- 1r. Maria Mercè de Sentmenat i de Patiño (1857-1935), XXa baronessa de Sant Mori, marquesa de Sant Mori des de 1893, casada (1879) amb Dídac de Moxó i Cerdà, marquès consort que, com a promotor del barri de la Salut, dona nom a un carrer de Badalona. El seu fill comú, Francesc de Moxó i de Sentmenat, que fou Diputat a Corts per Vilademuls i president del FC Barcelona (1913-1914), casat amb Francesca Güell i López, filla dels comtes de Güell, els premorí.
- 2n. Antoni de Moxó i Güell (†1977), net de l'anterior, casat amb María Josefa Alonso-Martínez y Huelín. Promotor de la marina residencial Empuriabrava.
- 3r. Francesc d'Assís de Moxó i Alonso-Martínez (1952-2016), fill de l'anterior, casat amb Sílvia Poch i Lacalle.
- 4a Anna de Moxó i Poch, filla de l'anterior.

## Documentació
La documentació històrica (tant familiar com sobre la gestió patrimonial) acumulada per aquesta branca del llinatge Moixó, senyors de la baronia de Montcortès i marquesos de Sant Mori, entre 1145 i 1972 ha estat dipositada a l'Arxiu Nacional de Catalunya.

## Enllaços extrens
- Rutes dels castells: Castell de Sant Mori Arxivat 2012-06-21 a Wayback Machine.
- Escudos heráldicos de la Corona de Aragón: Moxó (castellà)
- Fons Llinatge Moixó de l'Arxiu Nacional de Catalunya[Enllaç no actiu]